# Дядя Стьопа (1939)
«Дядько Степа» — радянський чорно-білий мультиплікаційний фільм, створений в 1939 режисером-мультиплікатором Володимиром Сутьєвим. Екранізація поеми Сергія Міхалкова.

## Сюжет
Мультиплікаційний фільм за однойменною поемою Сергія Міхалкова про друга всієї московської дітвори, велетня дядька Степа. У мультфільмі також використовують вірші Михалкова «А що у вас?» та «Веселий турист». Мультфільм починається з появи дядька Степи в кінотеатрі і відомої фрази «Ви, товаришу, сядьте на підлогу, вам, товаришу, все одно». До управдому будинку 8/1 приходить з ордером на вселення новий мешканець — Степанов С. З.

## Над фільмом працювали
- Автори сценарію:
  - Сергій Міхалков, поет-орденоносець
  - Микола Адуєв
- Режисер: Володимир Сутєєв
- Сорежисер: Ламіс Бредіс
- Помічник: Валерія Фролова
- Композитор: Олексій Камін
- Художники-мультиплікатори:
  - Борис Дежкін
  - Фаїна Єпіфанова
  - Лідія Резцова
  - Надія Привалова
  - Т. Пузирьова
  - Федір Хітрук
  - Ганна Щекаліна
- Технічний помічник: І. Кульнєва
- Художники-фонувальники:
  - Олена Танненберг
  - Володимир Сутєєв
- Звукооператор: С. Ренський
- Оператор: А. Аліпова

## Факти
- У будинку можна бачити кошенят із михалківського вірша «Кошенята».
- Напис на паровозі змінюється. Коли паровоз переїжджає шосе, він ФД- 20. Коли Степана беруть за семафор, паровоз уже ФД 20-1. Коли він зупиняється, він ФД -20-1.
- На ордері на вселення, який дядько Степа пред'являє управдому для отримання квартири, помітні підписи режисерів фільму.
- Діти у розмові з дядьком Стьопою цитують ще один відомий вірш Михалкова — А що у вас? ", а під час походу лісом, співають пісню з вірша «Веселий турист».